# Ectopioglossa lucida
Ectopioglossa lucida är en stekelart som beskrevs av Vecht 1963. Ectopioglossa lucida ingår i släktet Ectopioglossa och familjen Eumenidae. Inga underarter finns listade i Catalogue of Life.